# Önder Özen
Zeki Önder Özen (* 17. Oktober 1969 in Eskişehir) ist ein ehemaliger türkischer Fußballtorhüter und aktueller Trainer.

## Spielerkarriere
Özens Fußballspielerkarriere ist nur teilweise bekannt. So spielte er u. a. in den 1990er Jahren für die Vereine Ayaşspor und Dikmenspor.

## Als Trainerkarriere
Özen startete seine Trainerkarriere 2001 als Nachwuchstrainerbeim Drittligisten seiner Heimatstadt, Eskispor. Ab dem Sommer 2003 trainierte er  die damals als PAF-Team bezeichnete Reservemannschaft  von Fenerbahçe Istanbul. Nach zwei Jahren als PAF-Cheftrainer wurde er ab dem Sommer 2005 Co-Trainer und assistierte in vier Jahren den Cheftrainern Oğuz Çetin, Christoph Daum, Zico und Luis Aragonés.
2009 verließ er nach sechs Jahren Fenerbahçe und betreute mit Hacettepe SK seinen ersten Klub in der Funktion als Cheftrainer. Nach einer Saison wechselte er in dieser Funktion zum Stadtrivalen Bugsaş Spor.
Im Sommer 2013 wurde er bei Beşiktaş Istanbul als neuer Manager bzw. sportlicher Direktor der Fußballabteilung vorgestellt. Im Juli 2014 trat er von diesem Amt zurück.
Mitte April 2015 wurde er beim Erstligisten Kasımpaşa Istanbul als neuer Cheftrainer eingestellt und folgte dem entlassenen Jan Wouters. Ende Juni 2015 verließ Özen nach gegenseitigem Einvernehmen Kasımpaşa vorzeitig. Er hatte in den acht Ligaspielen, in denen er die Mannschaft in der Saison 2014/15 betreut hatte, zwei Siege, zwei Unentschieden und vier Niederlagen geholt. Mit dem Saisonende 2014/15 hatte Özen der Vereinsführung einen Report vorgelegt, in dem er den Verkauf von 17 Spielern forderte.